# راشال کندانجی
راشال کندانجی (انگلیسی: Racheal Kundananji؛ زادهٔ ۳ ژوئن ۲۰۰۰) بازیکن فوتبال اهل زامبیا است.
وی همچنین در تیم ملی فوتبال Zambia بازی کرده‌است.